# Sebastian Faulks
Sebastian Faulks est un écrivain britannique né le 20 avril 1953 à Newbury (Berkshire). Il est marié et père de trois enfants.

## Biographie
Né dans une famille de juges et de juristes, il étudie le japonais  à Emmanuel College (Cambridge). Il enseigne quelque temps puis devient arbitre de foot. Il travaille alors pour The Daily Telegraph et le Sunday Telegraph puis devient en 1986 rédacteur littéraire pour The Independent. Il abandonne le journalisme comme métier en 1991 et se concentre alors sur l'écriture : il rencontre le succès avec des livres comme Les chemins de feu ou Charlotte Gray. Ses livres se sont vendus à plus de 5 millions d'exemplaires à travers le monde. Il a malgré tout continué à écrire dans The Guardian (1992-1998) et dans l'Evening Standard (1997-1999) ainsi que dans de nombreuses autres publications.
Il écrit et présente une série télévisée (Channel 4, 1999), Churchill's Secret Army (en français L'Armée secrète de Churchill), sur le service secret britannique Special Operations Executive.
En 2007 il est choisi par les héritiers de Ian Fleming pour écrire la suite des romans de James Bond : Devil may care, dont l'intrigue se déroule en 1967.
Il est commandeur de l'ordre de l'Empire britannique depuis 2002.

## Œuvres
- A Trick of the Light, 1984
- The Girl at the Lion d'Or, 1989
- A Fool's Alphabet, 1992
- Les Chemins de feu, Denoël, 1997 ((en) Birdsong, 1993)
- The Fatal Englishman: Three Short Lives, 1996
- Charlotte Gray, 1998
- The Vintage Book of War Stories, 1999
- On Green Dolphin Street, 2001, traduction française de Pierre Guglielmina :  Les Désenchantés, Paris, Flammarion, 2002, 391 p.  (ISBN 2-08-068239-3)
- Human Traces, 2005. Trad. en français L'Empreinte de l'homme par Pierre Ménard, chez Flammarion, 2008.
- The Footprints on Mount Low, 2005
- Pistache, 2006
- Engleby, 2007
- Le diable l'emporte, 2007

## Prix littéraires
- 1994   British Book Awards: Author of the Year
- 1998 James Tait Black Memorial Prize (for fiction) (shortlist)   Charlotte Gray
- 2002 Commander of the British Empiree (CBE)